# 168th Street
168th Street – stacja metra nowojorskiego, na linii 1, A i C. Znajduje się w dzielnicy Manhattan, w Nowym Jorku i zlokalizowana jest pomiędzy stacjami 181st Street, 157th Street, 175th Street i 163rd Street – Amsterdam Avenue. Została otwarta 16 marca 1906.